# 莊威士
莊威士（英語： PC；1935年12月12日—2013年1月9日），加拿大政治人物，加拿大進步保守黨籍。
1966至1967年任雅茅斯鎮鎮議員兼副鎮長。1967至1968年任雅茅斯鎮鎮長。1969年任伊利近縣縣長。
1972年當選加拿大下議院議員，代表伊利近選區。曾在祖·卡勒內閣（1979年6月4日–1980年3月2日）及梅龍尼內閣（1984年9月17日–1988年9月14日）任農業部長。
1988年退出政壇。2013年1月9日逝世，享壽77歲。

## 外部連結
- 莊威士 – 加拿大国会传记

- Agriculture and Agri-Food Canada biography 的存檔，存档日期2005-02-04.